# Espondilolistesis
La espondilolistesis es el desplazamiento de una vértebra espinal con respecto a otra. Si bien algunos diccionarios médicos definen la espondilolistesis específicamente como el desplazamiento hacia adelante o anterior de una vértebra sobre la vértebra inferior (o el sacro ), a menudo se define en los libros de texto médicos como un desplazamiento en cualquier dirección. La espondilolistesis se clasifica en función del grado de deslizamiento de un cuerpo vertebral con respecto al cuerpo vertebral adyacente posterior. La espondilolistesis se clasifica como una de las seis principales etiologías: degenerativa, traumática, displásica, ístmica, patológica o posquirúrgica. La espondilolistesis se produce con mayor frecuencia en la columna lumbar, principalmente en el nivel L5-S1, con el cuerpo vertebral L5 trasladándose anteriormente sobre el cuerpo vertebral S1.

## Tipos
Olistesis es un término que denota más explícitamente el desplazamiento en cualquier dirección. El desplazamiento hacia adelante o anterior puede llamarse específicamente anterolistesis. La anterolistesis suele afectar a la quinta vértebra lumbar. El desplazamiento hacia atrás se llama retrolistesis.El desplazamiento lateral se denomina listesis lateral o laterolistesis.
La fractura del ahorcado es un tipo específico de espondilolistesis en la que la segunda vértebra cervical (C2) se desplaza anteriormente en relación con la vértebra C3 debido a fracturas de los pedículos de la vértebra C2.

## Anterolistesis

### Clasificación
La anterolistesis se puede clasificar por causa, ubicación y gravedad.

#### Por causas
- La anterolistesis degenerativa (también conocida como tipo 3) es una enfermedad del adulto mayor que se desarrolla como resultado de la artritis facetaria y la remodelación articular. La artritis de la articulación y la debilidad del ligamento amarillo pueden provocar el deslizamiento de una vértebra. Las formas degenerativas son más probables en mujeres, personas mayores de cincuenta años y afroamericanos[9]
- La anterolistesis traumática es rara y resulta de fracturas agudas en el arco neural, excepto en la pars.[10]
- La anterolistesis displásica (también conocida como tipo 1) es el resultado de anomalías congénitas de las facetas superiores del sacro o de las facetas inferiores de la quinta vértebra lumbar, y representa entre el 14% y el 21% de todas las anterolistesis.[11]
- La anterolistesis ístmica (también conocida como tipo 2) es causada por un defecto en la pars interarticularis, pero también se puede ver con una pars alargada.[cita requerida]
- La anterolistesis patológica (también conocida como tipo 5) es causada por una infección o una neoplasia maligna.
- La anterolistesis posquirúrgica/iatrogénica (también conocida como tipo 6) es causada por complicaciones después de la cirugía.

#### Por localización
La localización de la anterolistesis incluye qué vértebras están implicadas, y también puede especificar qué partes de las vértebras están afectadas.
La anterolistesis ístmica se produce cuando hay un defecto en la pars interarticularis. Es la forma más común de espondilolistesis; también llamada espondilolistesis espondilolítica, se produce con una prevalencia reportada del 5 al 7% en la población estadounidense. El deslizamiento o la fractura de la articulación intravertebral suele producirse entre los 6 y los 16 años, pero pasa desapercibido hasta la edad adulta. Aproximadamente el 90 por ciento de estos deslizamientos ístmicos son de bajo grado (menos del 50 por ciento de deslizamiento) y el 10 por ciento son de alto grado (más del 50 por ciento de deslizamiento). Se divide en tres subtipos:
- A: fractura por fatiga de la pars
- B: alargamiento de la pars debido a múltiples efectos de tensión curados
- C: fractura aguda de la pars

#### Gravedad
Clasificación por grado de deslizamiento, medido como porcentaje del ancho del cuerpo vertebral: La espondilolistesis de grado I representa aproximadamente el 75 % de todos los casos.
- Grado I: 0–25%
- Grado II: 25- 50%
- Grado III: 50–75%
- Grado IV: 75–100%
- Grado V: superior al 100%

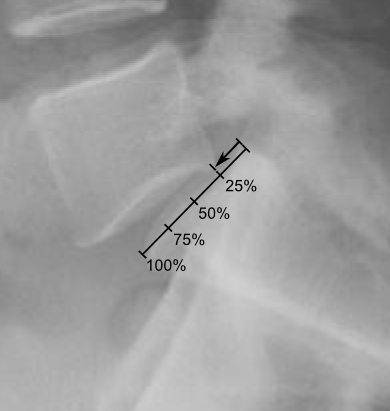
Radiografía de medición de espondilolistesis en la articulación lumbosacra, siendo el 25% en este ejemplo.
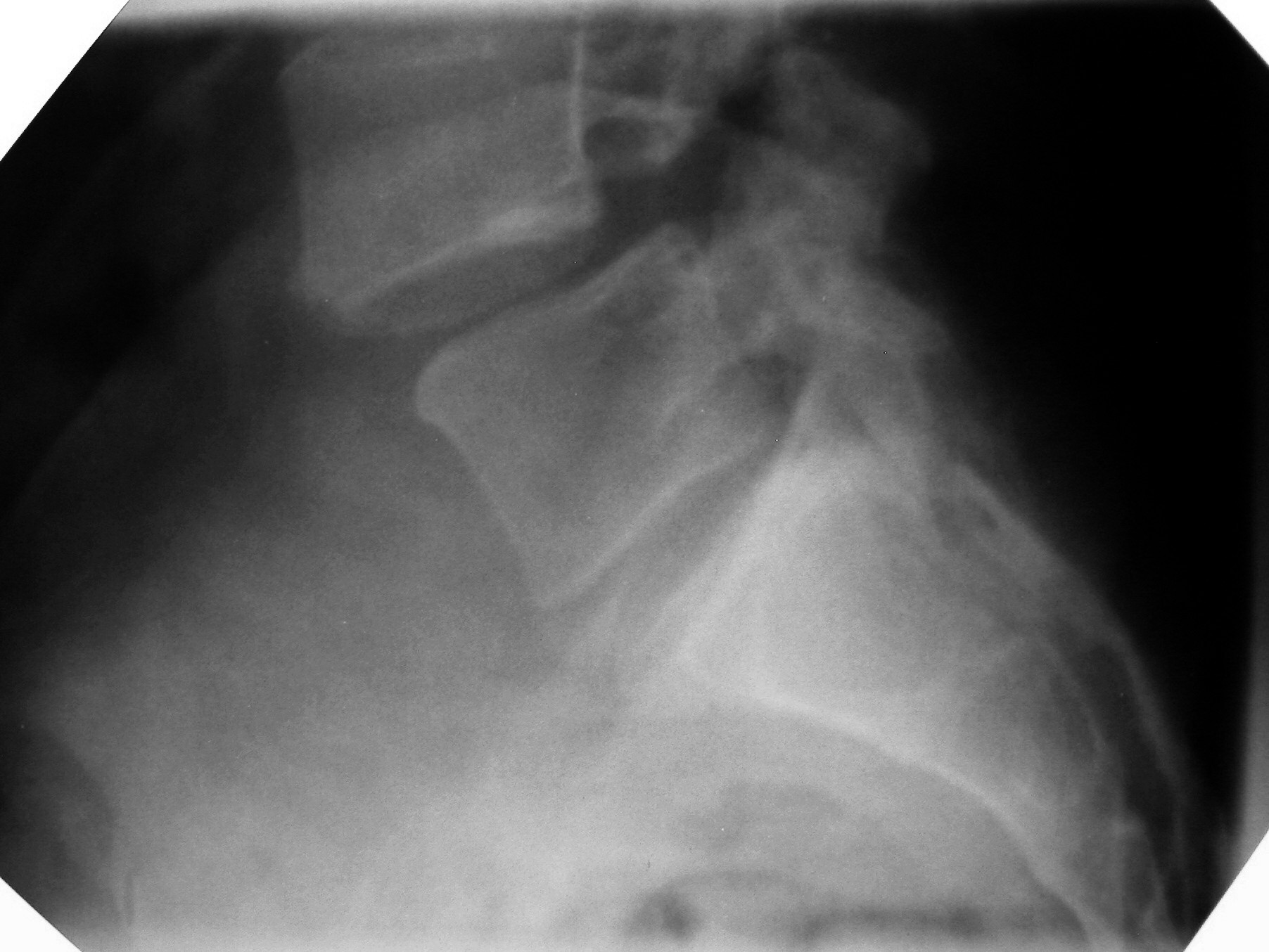
Imagen de rayos X de una anterolistesis ístmica de grado 1 en L4-5
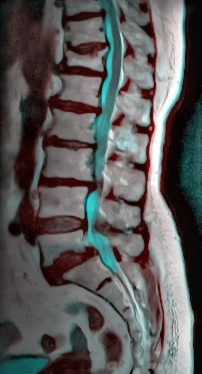
RM de anterolistesis L5-S1
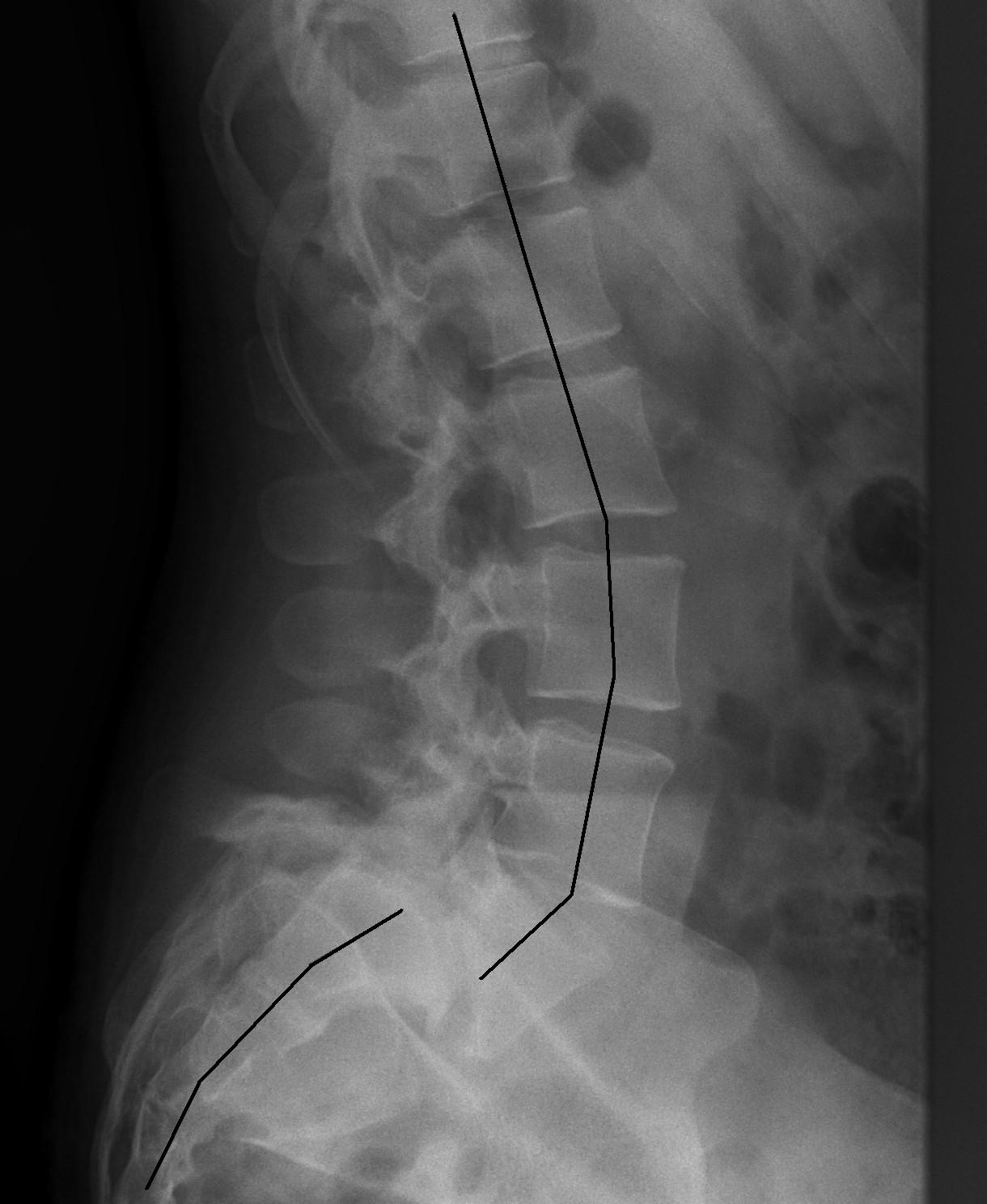
Radiografía de una anterolistesis de grado 4 en L5-S1 con desalineación espinal indicada
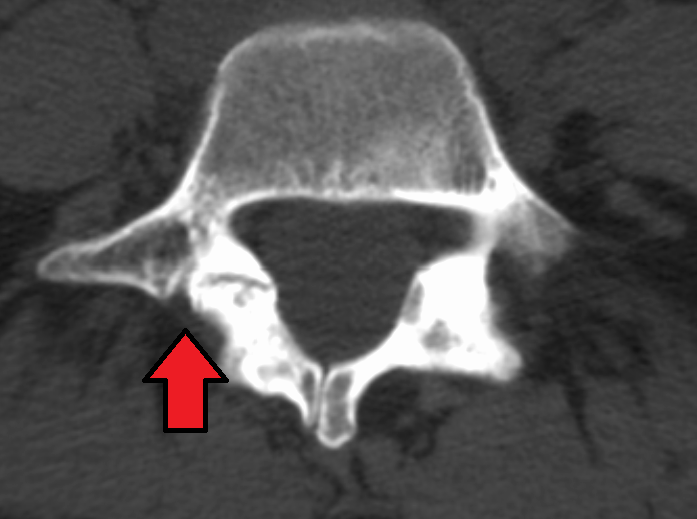
Anterolistesis L5/S1
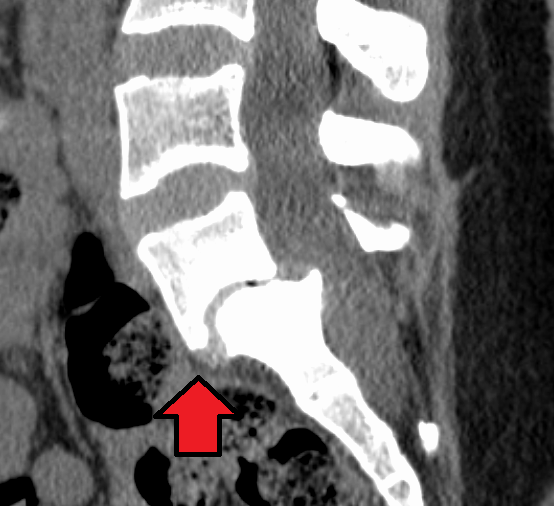
Anterolistesis L5/S1
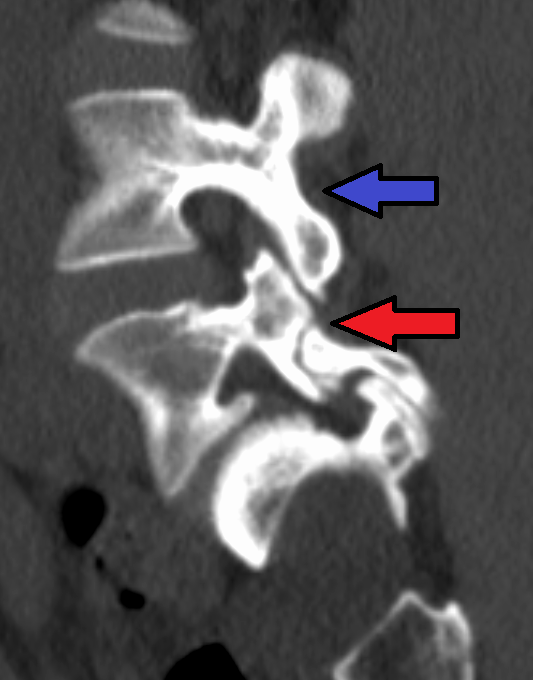
Anterolistesis L5/S1. Flecha azul pars interarticularis normal. La flecha roja es una ruptura en pars interarticularis
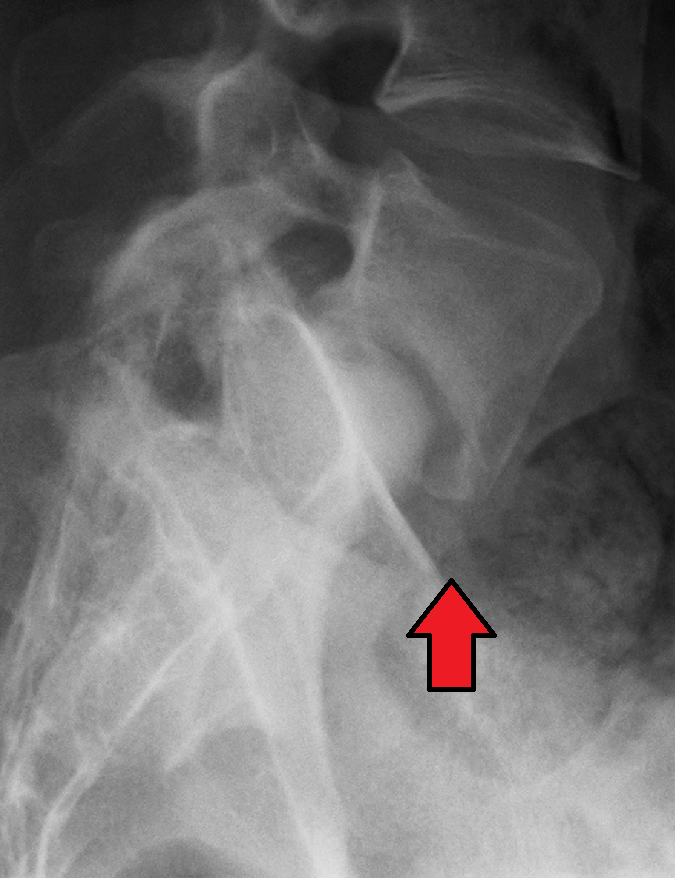
Anterolistesis L5/S1

### Signos y síntomas
Los síntomas de la anterolistesis lumbar incluyen:
- Rigidez general de la espalda y tensión de los isquiotibiales, con el consiguiente cambio tanto en la postura como en la forma de andar.
- Puede observarse una postura inclinada hacia adelante o semicifótica, debido a cambios compensatorios.
- En las causas más avanzadas puede observarse un "contoneo", debido a la rotación pélvica compensatoria por la disminución de la rotación de la columna lumbar.
- El resultado del cambio en la marcha es a menudo una atrofia notable en los músculos de los glúteos debido a la falta de uso.
- También puede observarse un dolor lumbar generalizado, con dolor punzante intermitente desde las nalgas hasta la parte posterior del muslo, y/o la parte inferior de la pierna a través del nervio ciático.

Otros síntomas pueden ser el hormigueo y el entumecimiento. La tos y los estornudos pueden intensificar el dolor. La persona también puede notar una "sensación de deslizamiento" al ponerse en posición vertical. Sentarse e intentar ponerse de pie puede resultar doloroso y difícil.

### Examen físico
Los principales componentes del examen físico de la espondilolistesis consisten en la observación, la palpación y las maniobras. El hallazgo más común es el dolor con la extensión lumbar. El siguiente examen físico implica la evaluación específica de la espondilolistesis. Sin embargo, debe realizarse una exploración general, sobre todo neurológica, para descartar causas alternativas a los signos y síntomas. La exploración neurológica suele ser normal en pacientes con espondilolistesis, pero la radiculopatía lumbosacra se observa con frecuencia en pacientes con espondilolistesis degenerativa.

#### Observación
Se debe observar al paciente caminando y de pie. La mayoría de los pacientes presentan una marcha normal. Una marcha anormal suele ser el signo de un caso de alto grado. Un paciente con espondilolistesis de alto grado puede presentar una inclinación pélvica posterior que provoca una pérdida del contorno normal de las nalgas. Una marcha antálgica, con la espalda redondeada y una disminución de la extensión de la cadera, puede ser el resultado de un dolor intenso. Mientras está de pie, el paciente debe ser observado desde el frente, la espalda y los lados. Se ha observado un aumento y una disminución de la lordosis lumbar, la curvatura hacia dentro de la parte inferior de la columna vertebral.

#### Palpación
La detección de la espondilolistesis por palpación se realiza con mayor frecuencia mediante la palpación de la apófisis espinosa. Debe palparse cada nivel de la columna lumbar. La palpación de la apófisis espinosa por sí sola no es un método definitivo para la detección de la espondilolistesis.

#### Maniobras
- Pruebas de amplitud de movimiento de la columna vertebral: pueden observarse limitaciones de la amplitud de movimiento.
- Hiperextensión lumbar - La extensión suele provocar dolor. Esto puede evaluarse haciendo que el paciente hiperextienda la columna lumbar, ofrezca resistencia a las extensiones de la espalda o se someta a repetidas extensiones lumbares.
- Movimiento específico del deporte - Se puede pedir al paciente que repita los movimientos agravantes que experimenta durante su actividad. Durante el movimiento, se pide al paciente que señale cualquier lugar con dolor focal.
- Elevación de la pierna recta - Maniobra utilizada para evaluar la rigidez de los isquiotibiales. Se ha comprobado que la elevación de la pierna recta sólo es positiva en el 10% de los pacientes con espondilolistesis.
- Ejercicios de fuerza muscular - Se debe evaluar la debilidad de los extensores abdominales, glúteos y lumbares. La debilidad de estos músculos puede aumentar la lordosis y contribuir a la inestabilidad sacroilíaca. La fuerza de los flexores abdominales puede evaluarse con la prueba de resistencia de los flexores abdominales. La prueba consiste en que el paciente se tumbe en posición supina mientras mantiene el tronco flexionado a 45 grados y las rodillas flexionadas a 90 grados durante 30 segundos. La fuerza de los glúteos puede evaluarse con una sentadilla con una sola pierna. Por último, la extensión lumbar puede evaluarse con un puente de una sola pierna.

### Diagnóstico por imagen
En los adultos con lumbalgia inespecífica, hay pruebas sólidas que sugieren que no se deben realizar pruebas de imagen médica en las primeras seis semanas. También se sugiere evitar el diagnóstico por imagen avanzado, como la TC o la RM, en adultos sin síntomas neurológicos ni "señales de alarma" en los antecedentes del paciente. Las recomendaciones generales para el tratamiento inicial de la lumbalgia son permanecer activo, evitar las torsiones y las flexiones, evitar las actividades que empeoran el dolor, evitar el reposo en cama y, posiblemente, iniciar un ensayo de antiinflamatorios no esteroideos tras consultar a un médico. Los niños y adolescentes con dolor lumbar persistente pueden requerir imágenes más tempranas y deben ser vistos por el médico. Una vez que se considere necesaria la obtención de imágenes, puede utilizarse una combinación de radiografía simple, tomografía computarizada y resonancia magnética. Las imágenes se toman con más frecuencia de la columna lumbar debido a que la espondilolistesis afecta con más frecuencia a la región lumbar. Pueden tomarse imágenes de la columna torácica si los antecedentes y el examen físico del paciente sugieren una afectación torácica.

#### Radiografía simple (X-Ray)
La radiografía simple es a menudo el primer paso en la obtención de imágenes médicas. Se utilizan imágenes anteroposteriores (delante-detrás) y laterales (de lado) para que el médico pueda ver la columna vertebral en múltiples ángulos. Ya no se recomiendan las vistas oblicuas. En la evaluación de la espondilolistesis, las radiografías simples proporcionan información sobre la posición y la integridad estructural de la columna vertebral. Por lo tanto, si se necesitan más detalles, el médico puede solicitar imágenes avanzadas.

#### Imágenes por resonancia magnética (IRM)
La resonancia magnética es la técnica de imagen avanzada preferida para la evaluación de la espondilolistesis. La preferencia se debe a la eficacia, la falta de exposición a la radiación y la capacidad de evaluar las anomalías de los tejidos blandos y la afectación del canal espinal. La resonancia magnética tiene una capacidad limitada para evaluar fracturas con gran detalle, en comparación con otras modalidades de imágenes avanzadas.

#### Tomografía computarizada (TC)
La tomografía computarizada puede ser útil para evaluar anomalías vertebrales óseas, como fracturas. Esto puede ser útil para determinar si la fractura es una fractura nueva, antigua o progresiva. El uso de TC en la evaluación de la espondilolistesis es controvertido debido a la alta exposición a la radiación.

### Tratamiento
Los pacientes con espondilolistesis sin síntomas no necesitan tratamiento.

#### Conservador
El tratamiento no quirúrgico, también denominado tratamiento conservador, es el tratamiento recomendado para la espondilolistesis en la mayoría de los casos con o sin síntomas neurológicos. La mayoría de los pacientes con espondilolistesis responden al tratamiento conservador. El tratamiento conservador consiste principalmente en fisioterapia, ortesis intermitente, ejercicio aeróbico, intervención farmacológica e inyecciones epidurales de esteroides. La mayoría de los pacientes con espondilolistesis degenerativa no requieren una intervención quirúrgica.
- La fisioterapia puede evaluar y abordar anomalías posturales y de movimiento compensatorio.[38] La fisioterapia incluye principalmente ejercicios de flexión y extensión de la columna vertebral con un enfoque en la estabilización del núcleo y el fortalecimiento muscular. En particular, la espondilolistesis lumbar puede beneficiarse de los ejercicios de estabilización del núcleo centrados en los músculos abdominales inferiores, lumbares, isquiotibiales y flexores de la cadera, que pueden mejorar temporal o permanentemente los síntomas y mejorar la función general.[39]
- Algunos pacientes pueden beneficiarse de la ortesis en combinación con la fisioterapia. Además, se comprobó que la ortesis era beneficiosa cuando se realizaba inmediatamente después de la aparición de los síntomas, en particular en los pacientes con defectos interarticulares de la pars lumbar.[39]
- Los ejercicios como el ciclismo, la natación y la caminata se consideran ejercicios aeróbicos de bajo impacto y se recomiendan para aliviar el dolor.[40]
- Los medicamentos antiinflamatorios (AINE) en combinación con paracetamol se pueden probar inicialmente. Si hay un componente radicular grave, se puede considerar un curso corto de esteroides orales como prednisona o metilprednisolona.[40] Las inyecciones epidurales de esteroides, ya sea interlaminales o transforaminales, realizadas bajo guía fluoroscópica pueden ayudar con el dolor radicular (pierna) intenso, pero carecen de un beneficio concluyente para aliviar el dolor de espalda en la espondilolistesis lumbar.[41]
- Quiropráctica. La manipulación espinal específica identifica las articulaciones que están restringidas o las que muestran un movimiento anormal. Una técnica de empuje suave que ayuda a devolver el movimiento a la articulación mediante el estiramiento de los tejidos blandos y la estimulación del sistema nervioso. El objetivo es facilitar el movimiento por encima y por debajo de las vértebras deslizadas anteriormente. Otras técnicas son la distracción por flexión sin empuje o el ajuste asistido por instrumentos.[42][43]

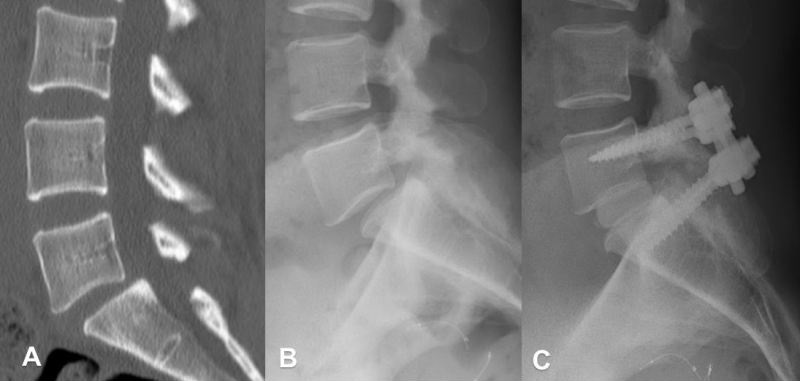
Espondilolistesis degenerativa en L5 - S1.
(A) Vista sagital de CT de un deslizamiento de bajo grado.
(B) Intervención preoperatoria de radiografía lateral.
(C) Tratado quirúrgicamente con descompresión L5 – S1, fusión instrumentada y colocación de un injerto intersomático entre L5 y S1.

#### Quirúrgico
No existen pautas o indicaciones radiológicas o médicas claras para las intervenciones quirúrgicas en la espondilolistesis degenerativa. Se debe completar un mínimo de tres meses de tratamiento conservador antes de considerar la intervención quirúrgica. Las tres indicaciones para un posible tratamiento quirúrgico son las siguientes: dolor de espalda o dolor neurológico persistente o recurrente con una reducción persistente de la calidad de vida a pesar de un ensayo razonable de tratamiento conservador (no quirúrgico), síntomas vesicales o intestinales nuevos o que empeoran, o un déficit neurológico nuevo o que empeora.
Tanto las técnicas quirúrgicas mínimamente invasivas como las abiertas se utilizan para tratar la anterolistesis.

## Retrolistesis

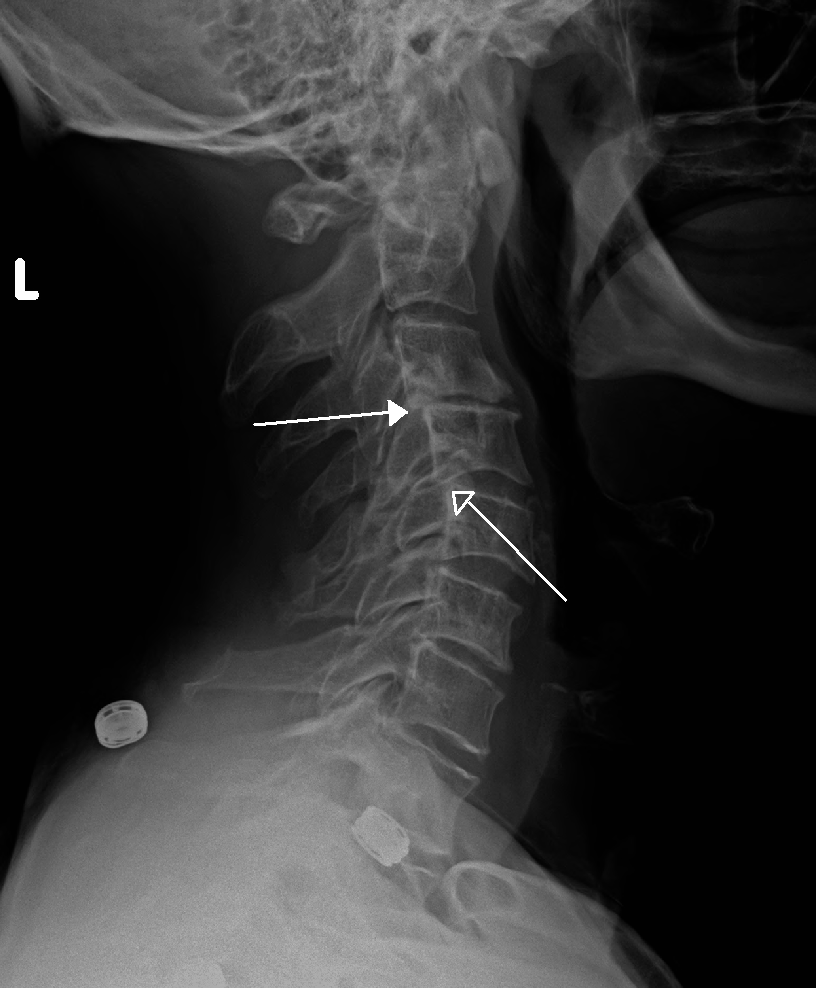
Retrolistesis de grado 1 de C3 sobre C4 y C4 sobre C5

Una retrolistesis es un desplazamiento posterior de un cuerpo vertebral con respecto a la vértebra subyacente en un grado menor que una luxación (dislocación). Las retrolistesis se diagnostican más fácilmente en las radiografías laterales de la columna vertebral. Las vistas en las que se ha tenido cuidado de exponer para obtener una vista lateral verdadera sin ninguna rotación, ofrecen la mejor calidad de diagnóstico.
Las retrolistesis se encuentran de manera más prominente en la región cervical y lumbar, pero también pueden verse en el área torácica .

## Historia
La espondilolistesis fue descrita por primera vez en 1782 por el obstetra belga Herbinaux. Informó de una prominencia ósea anterior al sacro que obstruía la vagina de un pequeño número de pacientes. El término "espondilolistesis" se acuñó en 1854 a partir del griego σπονδυλος, "spondylos" = "vértebra" y ὀλίσθησης "olisthesis" = "deslizamiento, resbalamiento".